# Frances Talbot

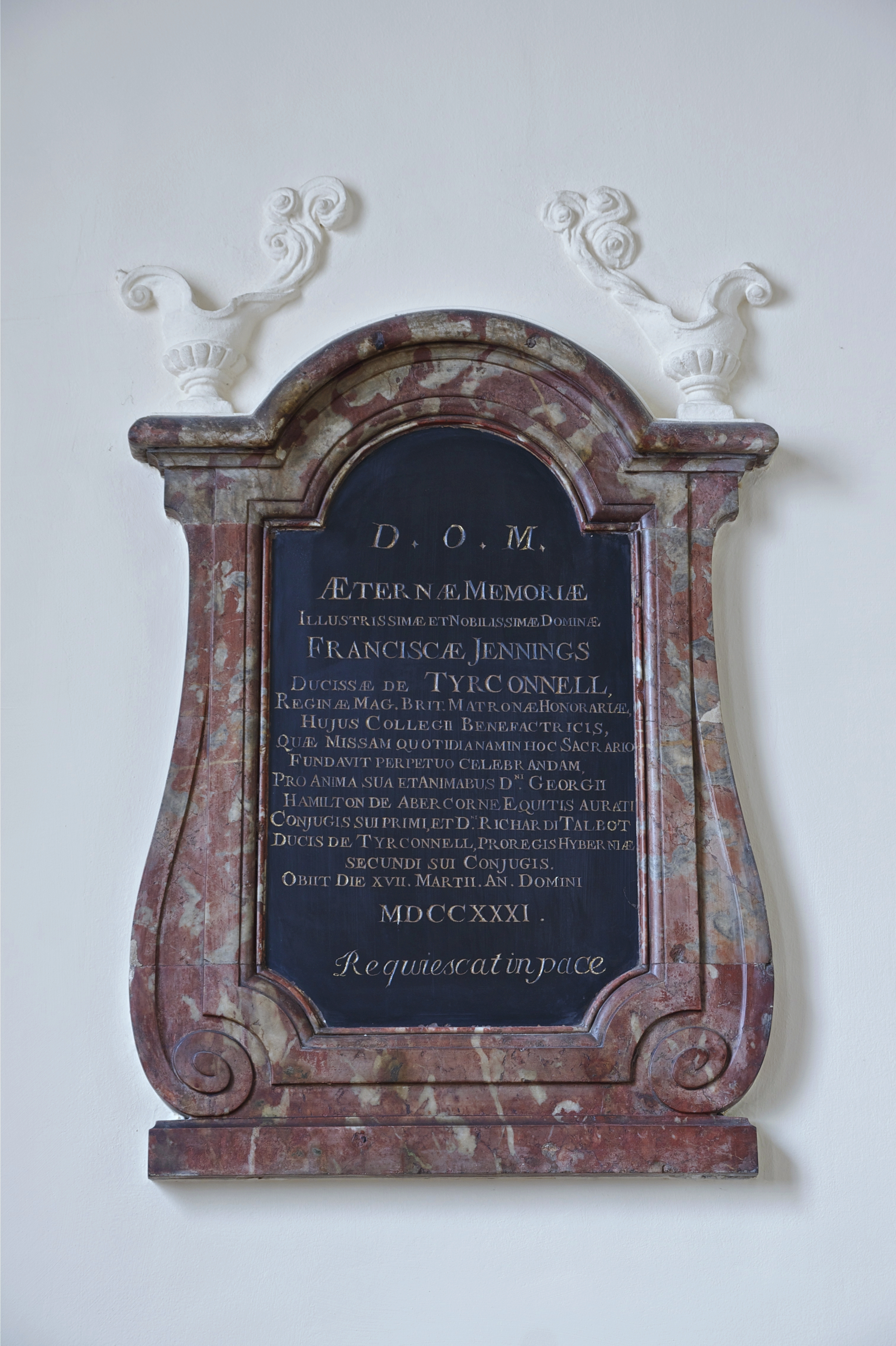
Plaque à sa mémoire et à celle de ses deux maris, ancien Collège des Écossais à Paris

Frances Talbot (née Jenyns ou Jennings dans les références plus modernes ; 1648 - 17 mars 1731,), comtesse de Tyrconnel, est une personnalité de la restauration anglaise, sœur de Sarah Jennings. Demoiselle d'honneur de la duchesse d'York, elle devient veuve à deux reprises et meurt dans la pauvreté.

## Biographie
Fille de Richard Jenyns et Frances Thornhurst, elle naît à Sandridge dans le Hertfordshire. À cause de sa beauté elle est surnommée « La Belle Jennings ». Macaulay la décrit ainsi : « belle Fanny Jennings, la plus jolie des coquettes dans le Whitehall brillant du Royaume d'Angleterre ». En 1664, Frances est nommée demoiselle d'honneur de la duchesse d'York, Anne Hyde. Samuel Pepys raconte un accident dans lequel Frances s'était déguisée en vendeuse d'orange mais fut reconnue grâce à ses chaussures hors de prix.
En 1665, elle se marie avec George Hamilton, fils de George Hamilton et Mary Butler et frères d'Elizabeth Hamilton et d'Antoine Hamilton. Ensemble, ils ont deux filles.
Après la mort d'Hamilton, Frances épouse un de ses anciens prétendants, Richard Talbot en 1681. Ce dernier est fait comte de Tyrconnel dans la pairie d'Irlande et plus tard duc, bien que ce dernier titre lui ait été accordé par Jacques II d'Angleterre après la Glorieuse Révolution et n'ai pas été vraiment reconnu. Néanmoins, sa femme est souvent appelée duchesse de Tyrconnell. Ils n'ont pas d'enfants.
Richard est nommé Lord Deputy d'Irlande et le couple habite à Dublin. À la suite de sa défaite à la bataille de la Boyne (1690), le roi part en exil et rencontre Frances. Il remarque : « Vos compatriotes madame peuvent courir bien », elle répond : « Pas aussi bien que votre majesté, je vois que vous avez gagné la course ».
Après la mort de son mari en 1691, Frances tombe dans la pauvreté et, pour un temps, travaille dans la boutique d'un tailleur près de Royal Exchange. Elle s'habille en blanc et porte un masque blanc, d'où son surnom de « modiste blanche ». Dans les années 1840, cet épisode est joué au Covent Garden.
Après l'arrivée sur le trône de la reine Anne, Frances (et sa belle-fille, Charlotte Talbot) récupère une partie d'une des anciennes propriétés de son mari, grâce à un acte du Parlement anglais (obtenu grâce à l'influence que sa sœur Sarah a sur la reine). Elle se retire finalement de la vie publique et meurt au couvent des Clarisses à Dublin. Elle est enterrée à la Cathédrale Saint-Patrick de Dublin.

## Mariages et descendance
En 1665, elle épouse George Hamilton. De leur union naissent deux filles :
- Frances, qui se mariera avec Henry Dillon en 1687 ;
- Mary (1676–1736), mariée à Nicholas Barnewall, 3e viscount Barnewall de Kingsland, en 1688.

En secondes noces, en 1681, elle épouse Richard Talbot, 1er comte de Tyrconnel. Ils n'eurent pas d'enfants.